# Coppa Latina 1953
La Coppa Latina 1953 fu la quinta edizione della Coppa Latina di calcio, e fu disputata a Lisbona e Porto nel giugno 1953.
In questa edizione si registrarono due defezioni: da una parte quella dell'Inter che, vista la contemporanea indisponibilità della Juventus, lasciò spazio al Milan terzo classificato, e dall'altra quella del Barcellona, che si fece sostituire dal Valencia.

## Partecipanti
| N° | Nazione               | Squadra          | Campionato              | Note                                                                                            |
| -- | --------------------- | ---------------- | ----------------------- | ----------------------------------------------------------------------------------------------- |
| 1  | Francia (bandiera)    | Stade Reims      | 1ª Francia 1952-1953    |                                                                                                 |
| 2  | Italia (bandiera)     | Milan            | 3ª Italia 1952-1953     | Inter e Juventus (1ª e 2ª Italia 1952-1953) rinunciano                                          |
| 3  | Portogallo (bandiera) | Sporting Lisbona | 1ª Portogallo 1952-1953 |                                                                                                 |
| 4  | Spagna (bandiera)     | Valencia         | 2ª Spagna 1952-1953     | Barcellona (1ª Coppa Latina 1952, 1ª Spagna 1952-1953, 1ª Coppa di Spagna 1952 - 1953) rinuncia |

## Risultati

### Semifinali
| Porto 4 giugno 1953                                           | Stade Reims | 2 – 1    | Valencia | Estàdio das Antas |
| \| \| \| \| \| Méano 46’ Kopa 61’ \| Marcatori \| 27’ Gago \| |             |          |          |                   |
|                                                               |             |          |          |                   |
| Méano 46’ Kopa 61’                                            | Marcatori   | 27’ Gago |          |                   |

| Arbitro: | Ramón Azón Roma |

|                               |           |                                             |
| Vasques 20’ Martins 89’, 106’ | Marcatori | 66’, 72’ Nordahl 96’ Liedholm 118’ Frignani |

### Finale 3º posto
| Lisbona 6 giugno 1953                                                         | Sporting Lisbona | 4 – 1       | Valencia | Estádio José Alvalade |
| \| \| \| \| \| Vasques 3’, 62’ Martins 6’, 46’ \| Marcatori \| 80’ Badenes \| |                  |             |          |                       |
|                                                                               |                  |             |          |                       |
| Vasques 3’, 62’ Martins 6’, 46’                                               | Marcatori        | 80’ Badenes |          |                       |

### Finale 1º posto
| Arbitro: | Vienza Costa |

|                         |           |  |
| Kopa 31’, 74’ Appel 52’ | Marcatori |  |

## Classifica marcatori
|  | Gol | Marcatore    | Squadra          |
|  | --- | ------------ | ---------------- |
|  | 5   | João Martins | Sporting Lisbona |